# KN-06

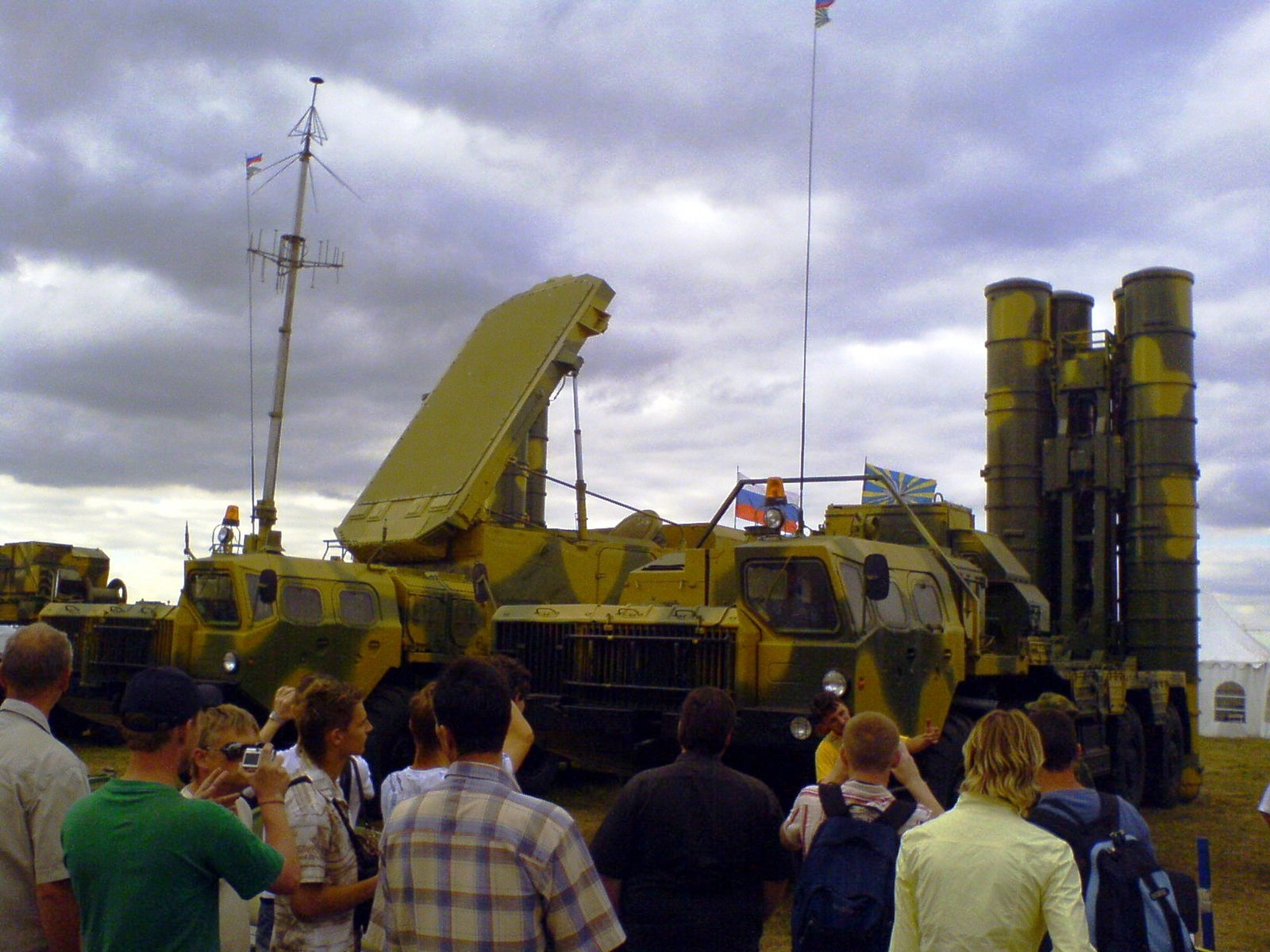
2007 MAKS 에어쇼에 전시된 S-300PMU-2 페이버릿 대공 미사일 시스템

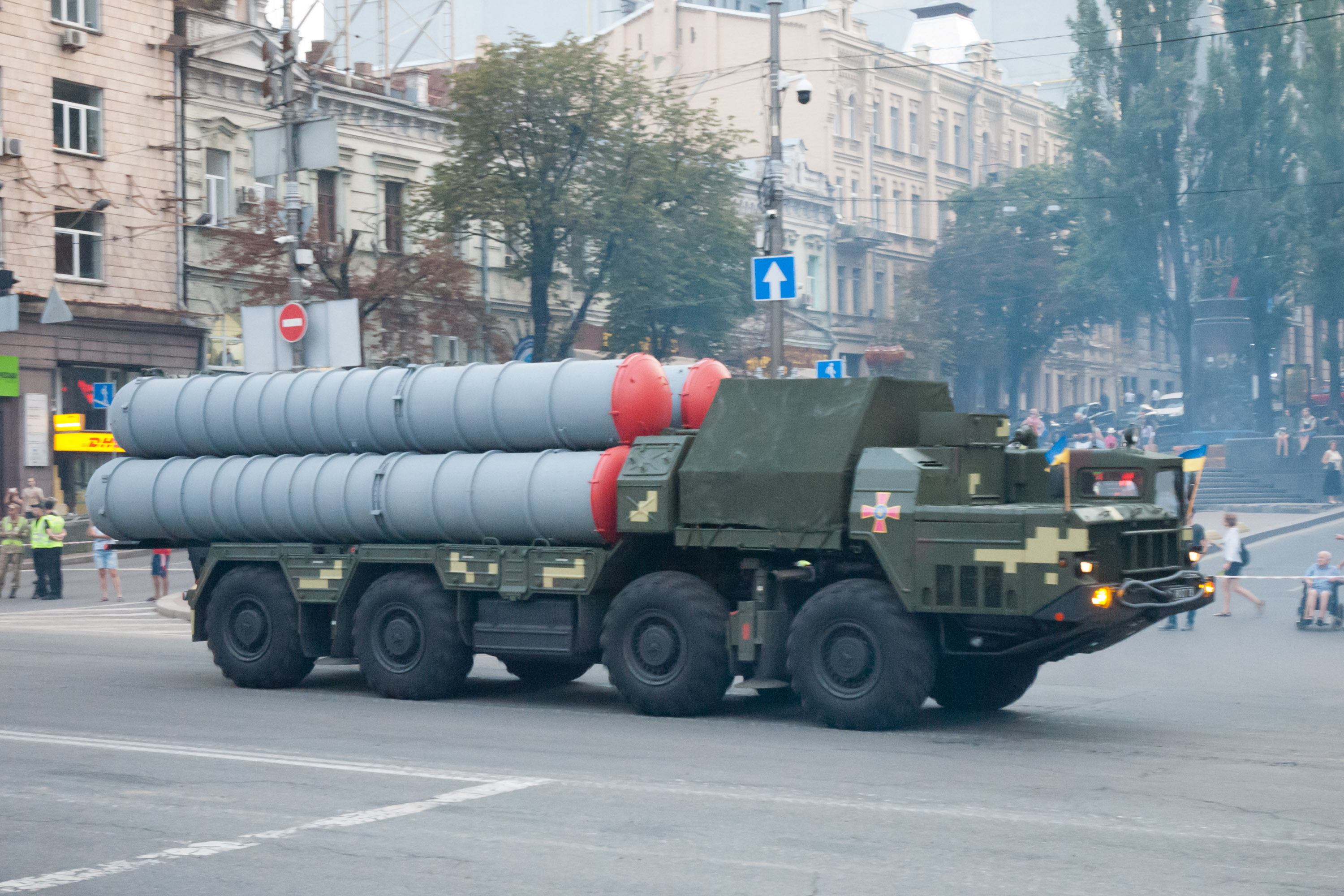
S-300 TEL. 발사관 크기가 작다.

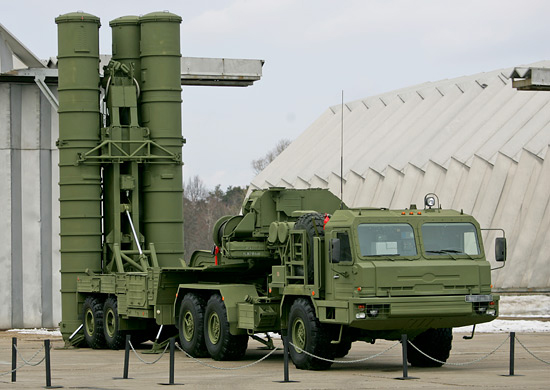
S-400 TEL. 발사관 크기가 크다.

번개 5호(영어: KN-06)는 조선민주주의인민공화국의 지대공 미사일이다. 북한판 S-300, 북한판 패트리어트 미사일이다. 개량형은 번개 6호라고 부른다.

## 역사
1980년대 러시아는 S-75를 S-300으로 교체하기 시작했다. 피터 그루신은 S-75(SA-2) 개발로 사회주의 노동영웅 훈장을 받았다. S-300 개발로 두번째 사회주의 노동영웅 훈장을 받았다. 그만큼 두 시스템의 성능이 뛰어나다는 의미이다. S-300은 1991년 걸프전에서 유명해진 미국 패트리어트 미사일 보다 3배 싸면서, 더 고성능인 것으로 알려져 있다.
북한은 S-75 270대를 보유한 것으로 알려졌는데, 최근 S-300을 열병식에 내놓고 있다. 번개 5호라고 부른다.
2001년 김정일이 러시아로부터 S-300 지대공미사일의 생산을 위한 지원과 허가를 얻고 신형 무기 체계를 구매하고자 러시아를 방문했다.
2010년 10월 10일, 노동당 창당 제65주년 열병식에서 처음 공개되었다. 2011년 6월 사거리 150 km 범위에서 최초로 시험발사했다. 사거리 150 km로 사거리 45 km인 S-75 보다 3배나 길어졌다.
2017년 4월 양강도 삼지연 미사일 기지의 지하 사일로의 보수공사를 시작했다. 삼지연 미사일 기지는 삼지연읍과 포태 노동자구 사이의 해발 2,000 m 고지에 위치해 있으며, 1999년부터 2001년 사이에 건설된 지하 미사일 기지이다. 원래 백두산-1호(대포동 1호)가 장착돼 있었는데 최근 화성 14호 ICBM으로 교체중이다. 구형 소련제 대공미사일을 최신형 대공미사일로도 교체중이다. 화성 14호는 2017년 7월 4일, 7월 28일 2회 시험발사에 성공했다.
2019년 9월 5일, 조광무역회사 홈페이지에, 번개 5호를 5100만 달러(약 612억1000만원)에 판매중이다. 해외에 수출할 정도로 북한 국내에서 생산해, 대량생산을 하고 있다는 의미로 추정할 수 있다.
2020년 10월 10일, 조선로동당 창건일 열병식에 사거리 150 km 번개 5호(S-300)가 등장했는데, 전문가들은 기존보다 KN-06의 이동식발사차량(TEL)이 개량된 것으로 추정했다. 예전에는 트럭에 2발, 3발이었다가 이번에는 4발이 탑재되었다. 그러나 공개한 미사일이 사거리 150 km 번개 5호(S-300)인지, 사거리 400 km 번개 6호(S-400)인지는 불분명하다. 사진의 모양으로 보면 S-300으로 보기에는 너무 대형이었고, S-400 발사대와 바퀴 배치나 미사일 발사관 길이가 비슷했다.

## S-300PMU-2
KN-06은 S-300 시리즈의 화력통제레이다(FCR)인 Flap Lid B 레이다를 사용한다. 30ND 플랩 리드 B 레이다는 북한-러시아가 합작 개발한 태백산-96 트럭에 탑재된다. 탐지거리 200 km, 동시요격 6개, 목표물 최고속도 마하 8.5, I/J 밴드 주파수를 사용한다. 정확하게는 S-300PMU-2 시스템이다. 나토는 SA-20B 라고 부른다.
S-300PMU-2 페이버릿 대공 미사일 시스템은 1997년 러시아에 실전배치되었다. 48N6E2 미사일을 개발하여, S-300PMU-1 페이버릿 보다 최대사거리를 195 km 로 늘렸다. 단거리 탄도 미사일만이 아니라 중거리 탄도 미사일까지 방어할 수 있다. 이동식, 트레일러를 혼합하여 모두 12개의 미사일 발사대를 운용할 수 있다. 96L6E 레이다와 76N6 저고도 탐지 레이다를 옵션으로 장착할 수 있다.

## 동급 미사일과 모방
KN-06이 중국의 HQ-9를 모방한 것 같다는 서방 언론의 추측은, 발사대 차량에 탑재된 미사일 숫자 때문이다. 러시아의 S-300은 8개, 중국은 3개를 탑재하는데, 북한의 열병식에서도 3개가 탑재된 것으로 알려졌다.
중국은 액티브 레이다 유도인 HQ-9C를 개발중이라고 알려져 있기 때문에, 북한이 HQ-9C를 보유하지는 않은 것으로 보인다. 액티브 레이다 유도 방식은 S-400과 천궁 2호에서 사용한다.
S-400은 S-300 보다 요격 성능이 향상되어, 초속 5km 중거리 탄도 미사일을 요격할 수 있다. S-300은 초속 2km 이하의 단거리 탄도 미사일만 요격가능하다.
그러면, 북한의 KN-06은 TVM 유도 또는 세미 액티브 레이다 유도를 사용한다는 것이라서, 이는 비행기 요격에는 유용하나, 탄도 미사일 요격에는 정확도가 떨어진다. 한국이 보유한 패트리어트 PAC-2가 TVM 유도를 사용하는데, 탄도 미사일 요격율이 55% 정도로 알려져 있다. 반면에, PAC-3는 액티브 레이다 유도라 정확도가 매우 높다.

## 대한민국
러시아는 동시기에 동급모델을 남북한에 모두 판매한 것으로 보인다.
1997년 1월, 합참이 미국의 패트리어트 미사일과 러시아의 S-300 PMU 및 S-300 V를 구매검토 미사일로 선정했다. 4월 5일, 윌리엄 코언 미국 국방장관은 호놀룰루에서 가진 기자회견을 통해 "한국이 미국제 패트리어트 대신 러시아제 미사일을 구입할 경우 미국 정치권의 강력한 반발에 직면하게 될 것"이라고 경고했다.
1998년 9월 18일, 러시아 일간 코메르산트 데일리는 한국 정부가 현재 미국의 `패트리어트' 미사일과 러시아의 `S-300V'.`S-300PMU' 또는 이의 변형인 `안테이-2500'과 `파보릿'을 놓고 도입기종을 검토하고 있다고 보도했다. 한국이 `패트리어트'를 도입할 경우, 그 가격이 10억달러에 이르지만 S-300을 도입하게 되면 가격은 이의 절반에 불과하다고 전제, 알마즈-안테이를 방문했던 한국의 고위 대표단들조차 S-300 또는 `안테이-2500'을 능가할만한 미사일은 2003년까지 나오지 않을 것이라고 시인했을 정도로 러시아산 미사일의 성능이 우수하다고 보도했다.
한국은 천궁 (유도탄)을 1999년에 개발을 시작하여 2011년 12월 15일 개발을 완료했다.

## 같이 보기
- 천궁 (유도탄) - S-400 기술을 도입하여 개발하였다. 한국판 S-300
- 베라 패시브 레이다 - YLC-20을 모방했다는 체코판 스텔스기 탐지 레이다